# Rekordy mistrzostw Europy juniorów w lekkoatletyce
Rekordy mistrzostw Europy juniorów w lekkoatletyce – najlepsze rezultaty uzyskane podczas mistrzostw Europy juniorów w lekkoatletyce. Dwa z tych rekordów należą do reprezentantów Polski – do Konrada Bukowieckiego w pchnięciu kulą oraz Bartłomieja Stója w rzucie dyskiem.

## Mężczyźni
Konkurencja rozgrywana w przeszłości
| Konkurencja                        | Rezultat | Zawodnik                                                                              | Miejsce uzyskania | Data             |
| ---------------------------------- | -------- | ------------------------------------------------------------------------------------- | ----------------- | ---------------- |
| bieg na 100 m                      | 10,04    | Christophe Lemaitre                                                                   | Nowy Sad          | 24 lipca 2009    |
| bieg na 200 m                      | 20,33    | Ramil Quliyev                                                                         | Nowy Sad          | 25 lipca 2009    |
| bieg na 400 m                      | 45,36    | Roger Black                                                                           | Chociebuż         | 24 sierpnia 1985 |
| bieg na 800 m                      | 1:45,90  | Roberto Parra                                                                         | Nyíregyháza       | 29 lipca 1995    |
| bieg na 1500 m                     | 3:38,96  | Graham Williamson                                                                     | Bydgoszcz         | 16 sierpnia 1979 |
| bieg na 3000 m                     | 7:57,18  | Rainer Wachenbrunner                                                                  | Utrecht           | 23 sierpnia 1981 |
| bieg na 5000 m                     | 13:44,37 | Steve Binns                                                                           | Bydgoszcz         | 18 sierpnia 1979 |
| bieg na 10 000 m                   | 28:31,16 | Ali Kaya                                                                              | Rieti             | 18 lipca 2013    |
| bieg na 110 m przez płotki (99 cm) | 13,05    | Sasha Zhoya                                                                           | Tallinn           | 17 lipca 2021    |
| bieg na 400 m przez płotki         | 48,78    | Michal Rada                                                                           | Tampere           | 9 sierpnia 2025  |
| bieg na 2000 m z przeszkodami      | 5:27,44  | Gaetano Erba                                                                          | Bydgoszcz         | 18 sierpnia 1979 |
| bieg na 3000 m z przeszkodami      | 8:37,94  | Ilgizar Safiullin                                                                     | Tallinn           | 24 lipca 2011    |
| skok wzwyż                         | 2,33     | Maksim Niedasiekau                                                                    | Grosseto          | 22 lipca 2017    |
| skok o tyczce                      | 5,65     | Armand Duplantis                                                                      | Grosseto          | 23 lipca 2017    |
| skok w dal                         | 8,23     | Mattia Furlani                                                                        | Jerozolima        | 8 sierpnia 2023  |
| trójskok                           | 17,04    | Nazim Babayev                                                                         | Eskilstuna        | 19 lipca 2015    |
| pchnięcie kulą                     | 19,65    | Udo Beyer                                                                             | Duisburg          | 25 sierpnia 1973 |
| pchnięcie kulą (6 kg)              | 22,62    | Konrad Bukowiecki                                                                     | Eskilstuna        | 16 lipca 2015    |
| rzut dyskiem                       | 60,58    | Uładzimir Dubrouszczyk                                                                | Saloniki          | 8 sierpnia 1991  |
| rzut dyskiem (1,75 kg)             | 68,02    | Bartłomiej Stój                                                                       | Eskilstuna        | 19 lipca 2015    |
| rzut młotem                        | 75,80    | Olli-Pekka Karjalainen                                                                | Ryga              | 8 sierpnia 1999  |
| rzut młotem (6 kg)                 | 84,73    | Mychajło Kochan                                                                       | Borås             | 19 lipca 2019    |
| rzut oszczepem                     | 81,53    | Zigismunds Sirmais                                                                    | Tallinn           | 23 lipca 2011    |
| dziesięciobój U20                  | 8514 pkt | Hubert Trościanka                                                                     | Tampere           | 8 sierpnia 2025  |
| chód na 10 000 m                   | 39:10,04 | Joan Querol                                                                           | Tampere           | 10 sierpnia 2025 |
| chód na 20 km                      | 1:01:55  | Dirk Nürnberger                                                                       | Varaždin          | 27 sierpnia 1989 |
| sztafeta 4 × 100 m                 | 39,24    | Wielka Brytania · Tyrone Edgar · Dwayne Grant · Timothy Benjamin · Mark Lewis-Francis | Grosseto          | 22 lipca 2001    |
| sztafeta 4 × 400 m                 | 3:04,58  | NRD · Uwe Preusche · Frank Löper · Eckard Trylus · Jens Carlowitz                     | Utrecht           | 23 sierpnia 1981 |

## Kobiety
Konkurencja rozgrywana w przeszłości
| Konkurencja                   | Rezultat | Zawodniczka                                                               | Miejsce uzyskania | Data             |
| ----------------------------- | -------- | ------------------------------------------------------------------------- | ----------------- | ---------------- |
| bieg na 100 m                 | 11,18    | Jodie Williams                                                            | Tallinn           | 22 lipca 2011    |
| bieg na 200 m                 | 22,85    | Bärbel Eckert                                                             | Duisburg          | 26 sierpnia 1973 |
| bieg na 400 m                 | 51,27    | Christina Brehmer                                                         | Ateny             | 23 sierpnia 1975 |
| bieg na 800 m                 | 2:00,25  | Katrin Wühn                                                               | Schwechat         | 27 sierpnia 1983 |
| bieg na 1500 m                | 4:07,47  | Inger Knutsson                                                            | Duisburg          | 26 sierpnia 1973 |
| bieg na 3000 m                | 8:46,39  | Innes FitzGerald                                                          | Tampere           | 10 sierpnia 2025 |
| bieg na 5000 m                | 15:03,85 | Agate Caune                                                               | Jerozolima        | 10 sierpnia 2023 |
| bieg na 10 000 m              | 32:25,74 | Olga Nazarkina                                                            | Varaždin          | 25 sierpnia 1989 |
| bieg na 100 m przez płotki    | 13,01    | Ditaji Kambundji                                                          | Tallinn           | 16 lipca 2021    |
| bieg na 400 m przez płotki    | 55,55    | Alexandra Ștefania Uță                                                    | Tampere           | 9 sierpnia 2025  |
| bieg na 2000 m z przeszkodami | 6:21,78  | Cătălina Oprea                                                            | Tampere           | 27 lipca 2003    |
| bieg na 3000 m z przeszkodami | 9:43,69  | Karoline Bjerkeli Grøvdal                                                 | Nowy Sad          | 25 lipca 2009    |
| skok wzwyż                    | 1,95     | Jelena Jelesina                                                           | Varaždin          | 27 sierpnia 1989 |
| skok wzwyż                    | 1,95     | Marija Kuczina                                                            | Tallinn           | 24 lipca 2011    |
| skok o tyczce                 | 4,57     | Angelica Bengtsson                                                        | Tallinn           | 23 lipca 2011    |
| skok w dal                    | 6,80     | Darja Kliszyna                                                            | Nowy Sad          | 24 lipca 2009    |
| trójskok                      | 14,24    | Erika Saraceni                                                            | Tampere           | 8 sierpnia 2025  |
| pchnięcie kulą                | 19,53    | Astrid Kumbernuss                                                         | Varaždin          | 25 sierpnia 1989 |
| rzut dyskiem                  | 70,58    | Ilke Wyludda                                                              | Birmingham        | 8 sierpnia 1987  |
| rzut młotem                   | 71,06    | Silja Kosonen                                                             | Tallinn           | 17 lipca 2021    |
| rzut oszczepem                | 61,52    | Nikolett Szabó                                                            | Ryga              | 8 sierpnia 1999  |
| siedmiobój                    | 6465 pkt | Sybille Thiele                                                            | Schwechat         | 28 sierpnia 1983 |
| chód na 5000 m                | 21:15,99 | Claudia Iovan                                                             | Lublana           | 24 lipca 1997    |
| chód na 10 000 m              | 42:59,48 | Jelena Łaszmanowa                                                         | Tallinn           | 21 lipca 2011    |
| sztafeta 4 × 100 m            | 43,27    | Niemcy · Katrin Fehm · Keshia Kwadwo · Sophia Junk · Jennifer Montag      | Grosseto          | 23 lipca 2017    |
| sztafeta 4 × 400 m            | 3:30,39  | NRD · Cornelia Feuerbach · Carola Witzel · Ines Vogelgesang · Heike Bohne | Utrecht           | 23 sierpnia 1981 |